# Neuapostolische Kirche Hohenhaslach
Die Neuapostolische Kirche ist ein Kirchengebäude in Hohenhaslach im Landkreis Ludwigsburg in Baden-Württemberg. Die Kirche wurde 2003 als Ersatz für einen zu klein gewordenen und abgerissenen Kirchenbau von 1976/79 errichtet. Die Orgel der Kirche zeichnet sich durch mehrere technische Besonderheiten aus.

## Geschichte
Die Ursprünge der Neuapostolischen Gemeinde in Hohenhaslach reichen zurück bis zum Beginn des 20. Jahrhunderts. Zum 1. Januar 1925 wurde die zuvor von Sachsenheim aus betreute Gemeinde mit damals nur 16 Mitgliedern zur selbständigen Pfarrgemeinde erhoben. Die Gottesdienste fanden mehrere Jahrzehnte lang noch in Privatwohnungen statt, bevor die sukzessive angewachsene Gemeinde 1976 aus eigenen Mitteln ein eigenes Kirchengebäude errichten konnte, das am 20. Oktober 1976 eingeweiht wurde. Der Bau in der Kirchbergstraße 11 war zunächst flachgedeckt und erhielt 1979 ein schiefergedecktes Spitzdach. Das Gebäude war von einem größeren Grundstück für künftige Erweiterungen umgeben. Im Jahr 2000 zählte die Gemeinde rund 80 Mitglieder. 2003 war die alte Kirche zu klein geworden und wurde abgerissen, woraufhin an der Aischbachstraße 14 ein moderner Neubau erstellt wurde. Die Baukosten betrugen rund 500.000 Euro, Bauherr war die Neuapostolische Kirche Südwestdeutschland. Als Besonderheit besitzt die Kirche einen schalldicht vom Kirchenschiff abgetrennten Mutter-Kind-Raum sowie eine größtenteils mechanische Kirchenorgel.

## Orgel
Die Kirche besitzt eine Orgel mit 212 Pfeifen und vier in Bass und Diskant unterteilten Registern. Eine Besonderheit der modernen Orgel ist das rein mechanische Orgelhochpositiv, lediglich Gebläse und Beleuchtung werden elektrisch versorgt. Die Orgelpfeifen wurden aus Zinnlegierungen gefertigt, die Register aus Tannen- und Zwetschgenholz.